# Luiz Eça
Luiz Mainzi da Cunha Eça (Rio de Janeiro, 3 aprile 1936 – 24 maggio 1992) è stato un pianista brasiliano di Jazz di samba e bossa nova. È probabilmente più conosciuto per il suo lavoro degli anni sessanta con la bossa nova Tamba Trio / Tamba 4 (con Helcio Milito e Bebeto Castilho). Formatosi come pianista classico, Eça ha creato un approccio formale, ma sorprendente, ai classici della bossa nova come "The Hill" di Antonio Carlos Jobim e opere di Edu Lobo. La sua composizione, Dolphin, è considerata uno standard jazz, registrata da artisti diversi come Stan Getz, Bill Evans e Denny Zeitlin. Il gruppo Tamba 4 presentava anche Otávio Bailly, che alla fine sostituì Bebeto.
È un discendente di José Maria de Eça de Queiroz.

## Discografia come leader
- Luiz Eça e cordas (1965)
- Piano e Cordas, Volume II (1970)
- Antologia Do Piano (1976)
- Onda Nova do Brasil (1978)
- Luiz Eça (1983)
- Triângulo (1985)
- Trio (1991)
- Encontro Marcado (1992)